# Temagamita
La temagamita és un mineral de la classe dels sulfurs. Rep el seu nom del lloc on va ser descoberta, a la mina Temagami, a l'illa de Temagami (Canadà).

## Característiques
La temagamita és un sulfur de fórmula química Pd₃HgTe₃. Va ser aprovada per l'Associació Mineralògica Internacional com una espècie vàlida l'any 1973. Cristal·litza en el sistema ortoròmbic. Es troba en forma d'inclusions arrodonides o irregulars en calcopirita, de fins a 115 micròmetres. La seva duresa a l'escala de Mohs és 2,5.
Segons la classificació de Nickel-Strunz, la temagamita pertany a «02.AC: Aliatges de metal·loides amb PGE» juntament amb els següents minerals: UM2004-45-Se:AgHgPd, pal·ladseïta, miassita, UM2000-47-S:CuFePdPt, oosterboschita, chrisstanleyita, jagüeïta, keithconnita, vasilita, tel·luropal·ladinita, luberoïta, oulankaïta, telargpalita, sopcheïta, laflammeïta i tischendorfita.

## Formació i jaciments
Va ser descoberta l'any 1973 a la mina Copperfields, al districte de Nipissing (Ontario, Canadà). Sol trobar-se associada a altres minerals com: merenskyita, hessita, calcopirita o stützita.